# Missão Evangélica Pentecostal de Angola
Missão Evangélica Pentecostal de Angola (MEPA) är ett kristet trossamfund i Angola, med rötter i amerikansk pingstmission på 1950-talet.
Man antog sitt nuvarande namn och registrerades hos myndigheterna i samband med att Angola blev självständigt 1974. Idag finns kyrkan spridd över hela landet, med 75 000 medlemmar i 300 lokala församlingar.
MEPA är anslutet till Conselho de Igrejas Cristãs em Angola, Pentecostal World Fellowship och (sedan 1985) Kyrkornas Världsråd.
Kyrkan erkänner och använder sig av fem sakrament:
- troendedop genom nedsänkning
- helgelse
- nattvard
- bröllop
- begravning